# فرانکفورت (شهرستان ماراتن، ویسکانسین)
فرانکفورت (به انگلیسی: Frankfort) یک منطقهٔ مسکونی در ایالات متحده آمریکا است که در شهرستان ماراتون، ویسکانسین واقع شده‌است. فرانکفورت ۹۰٫۸ کیلومتر مربع مساحت و ۶۷۰ نفر جمعیت دارد و ۴۰۳ متر بالاتر از سطح دریا واقع شده‌است.